# لرد الکساندر راسل
لرد الکساندر راسل (انگلیسی: Lord Alexander Russell; ۱۶ سپتامبر ۱۸۲۱ – ۱۰ ژانویهٔ ۱۹۰۷) فرد نظامی اهل پادشاهی متحد بریتانیای کبیر و ایرلند بود. وی همچنین برندهٔ جوایزی همچون نشان حمام شده‌است.